# الغمر (الأردن)
الغَمْر هي منطقة حدوديّة أردنيّة تقع ضمن محافظة العقبة جنوب البحر الميت. كانت تعدّ إحدى بنود النزاع الحدودي بين الأردن وإسرائيل، حيث وَرَدت في المُلحَق الأول من معاهدة السلام الأردنية الإسرائيلية عام 1994 تحت اسم «منطقة الغمر/ تسوفار».
تمتد منطقة الغمر على مساحة 4 كيلو متر مربعة وعلى طول خمسة كيلو متر باتجاه الحدود، وتحتوي على أرضٍ زراعيّة كانت ضمن ثلاث مناطق حدوديّة أردنيّة مُحتَلًّة بحكم الأمر الواقع أو تحظى إسرائيل فيها بامتيازات خاصة تُفرِّغ السيادة الأردنيّة عليها من معناها. استعاد الأردن سيادته على الغمر في نوفمبر 2019، بعد انتهاء مدة العمل بملحقي الباقورة والغمر ضمن اتفاقية وادي عربة وإعلان الملك عبد الله الثاني عدم تجديد الاتفاقية.

## الموقع
تقع منطقة الغمر على بعد كيلو متر واحد غرب الطريق رقم 65 في صحراء وادي عربة شمال محافظة العقبة ضمن حدود بلديّة القريقرة وفينان التابعة لقضاء وادي عربة، حيث تبعد عن وادي فينان بحوالي 17 كيلو مترًا إلى الجنوب الغربي، وعن الشوبك بحوالي 27 كيلو مترًا إلى الغرب، وتبعد عن العاصمة عمّان قرابة 168 كيلو مترًا إلى الجنوب، كما تقابلها مستوطنة تسوفار على الجانب الآخر من الحدود.

## التاريخ
قامت القوّات الإسرائيليّة بعد حرب 1967 باحتلال أراضٍ أردنيّة تقع شرق خط الهدنة لعام 1949، وكانت الغمر من تلك الأراضي. بلغت مساحة الأراضي المُحتلَّة في هذه المنطقة وحدها حوالي 387 كيلومتر مربع. عَرَضت إسرائيل على الأردن في معاهدة وادي عربة عام 1994 تبادلاً لهذه الأراضي الزراعيّة بأراضٍ صخريّة داخل صحراء النقب ضمن مجموعة تبادلات حدثت في المنطقة شملت أجزاءً من الأحواض الملحيّة جنوب البحر الميّت، فوافقت الحكومة الأردنيّة على ذلك.
أما بالنسبة إلى منطقة الغمر، فلم يُحسَم أمرها بسبب امتدادها لخمسة كيلومترات داخل الحدود الأردنيّة وبمساحة تبلغ 4000 دونم. وقد أصرّت إسرائيل على عدم الانسحاب منها بحجّة أنها امتداد لمسوطنة تسوفار التي تأسّست عام 1968 كمستوطنة ناحال زراعيّة ثم تحوّلت عام 1975 إلى قرية موشاف زراعيّة، فتم الاتفاق على إدراج الغمر ضمن نظام خاص تم وضعه في مُلحَق في معاهدة السلام ينصّ على أنها تحت السيادة الأردنيّة، ولكنها لا تخضع لقوانين الجمارك الأردنيّة، ويتم تأجيرها لإسرائيل حيث توجد ملكيّات خاصة لمزارعين إسرائيليين، كما يتعهّد الأردن بحمياتهم. يستمر هذا الاتفاق لمدة 25 سنة ويتجدّد تلقائيًا في حال لم تُطالب الحكومة الأردنيّة باسترداد تلك الأراضي.
أعلنت الحكومة الأردنيّة في بداية عام 2018 أنها تدرس وضع منطقة الغمر في حال قرّرت إنهاء تأجير أراضيها أو تجديد الاتفاق مع إسرائيل لخمسة وعشرين عامًا أخرى، حيث تنتهي الفترة في تشرين الأول(أكتوبر) 2018. وفي يوم الأحد 21 شهر تشرين الأول (أكتوبر) 2018، أعلن العاهل الأردني عبد الله الثاني بن الحسين عبر صفحته على موقع تويتر عدم تجديد اتفاقية تأجير أراضي الباقورة والغمّر لإسرائيل، بعدما خرجت احتجاجات ومسيرات في يوم الجُمُعة السابق: 19 تشرين الأوَّل (أكتوبر)، تطالب بإنهاء هذه الاتفاقية بعدما انتهت المدة القانونية حسب اتفاقية السلام الأردنية الإسرائيلية. كما شهدت المحاكم الأُردُنيَّة، تسجيل مجموعة من الإنذارات العدليَّة ضد الحكومة، للمطالبة بعدم تمديد تأجير أراضي المنطقتين لإسرائيل. وغرَّد العاهل الأردني قائلًا: «لطالما كانت الباقورة والغمّر على رأس أولوياتنا، وقرارنا هو إنهاء ملحقي الباقورة والغمّر من اتفاقية السلام انطلاقًا من حرصنا على اتخاذ كل ما يلزم من أجل الأردن والأردنيين». كما قالت وزارة الخارجية وشؤون المغتربين إنها سلَّمت وزارة الخارجية الإسرائيلية مذكرتين أبلغت عبرهما الحكومة الإسرائيلية قرار المملكة الأردنية إنهاء الملحقين الخاصين بمنطقتي الباقورة والغمر في معاهدة السلام المذكورة. بعد هذا الإعلان، هدد وزير الزراعة الإسرائيلي أوري أرئيل، بقطع المياه عن العاصمة الأردنية عمَّان، وقال في مقابلة مع القناة الأولى الإسرائيلية، إنَّ إسرائيل ستُقلِّص المياه التي تزود بها عمَّان من أربعة أيَّام إلى يومين في الأسبوع إذا أُلغي المُلحق الخاص بقريتيّ الغمر والباقورة، مُعتبرًا أنَّ الأردن يحتاج إسرائيل أكثر من حاجة إسرائيل للأردن، وطالب رئيس الوزراء بنيامين نتنياهو بإقناع ملك الأردن بالعدول عن قراره. وكان نتنياهو قد صرَّح بِأنَّ الأردن يحق له استعادة كافَّة أراضيه، لكنَّهُ توقَّع الدُخول في مفاوضات مع الأردنيين حول إمكانية تمديد اتفاقية تأجير أراضي القريتين سالفتا الذِكر. في 10 نوفمبر 2019 أعلن ملك الأردن عبد الله الثاني انتهاء العمل بملحقي الباقورة والغمر وفرض السيادة الأردنية عليهما.

## وصلات خارجية
- صورة جويّة للغمر، ويكيمابيا
- صفحة الحملة الوطنية لاستعادة الباقورة والغمر